# حصار هنامه
حصارهنامه روستایی در دهستان سیوکانلو بخش مرکزی شهرستان شیروان استان خراسان شمالی ایران است.

## جمعیت
بر پایه سرشماری عمومی نفوس و مسکن در سال ۱۳۹۵ جمعیت این مکان ۹۸ نفر (۳۱خانوار) بوده‌است.